# Vòng loại Giải vô địch bóng đá thế giới 2014 – Khu vực Nam Mỹ
Vòng loại giải vô địch bóng đá thế giới 2014 khu vực Nam Mỹ xác định 9 đội sẽ phải cạnh tranh vị trí thứ 4/5 để giành quyền tham dự vòng chung kết tổ chức tại Brasil.

## Thông tin
Thông tin về vòng loại World Cup 2014 khu vực Nam Mỹ tương tự như 4 vòng đấu trước. Tất cả các đội tuyển Nam Mỹ phải chạm trán 2 lần trong các trận đấu lượt đi và lượt về. 4 đội xuất sắc nhất đủ điều kiện vượt qua vòng loại. Đội đứng thứ năm của vòng đấu này sẽ phải tham dự vòng play-off với đội đứng thứ năm của AFC. Thứ tự của các trận đấu tương tự so với các năm 2002, 2006 và 2010. Riêng Brasil miễn thi đấu vòng loại do là nước chủ nhà.

## Kết quả

### Bảng xếp hạng
| VT | Đội       | ST | T | H | B  | BT | BB | HS  | Đ  | Giành quyền tham dự   |     | Argentina | Colombia | Chile | Ecuador | Uruguay | Venezuela | Perú | Bolivia | Paraguay |
| -- | --------- | -- | - | - | -- | -- | -- | --- | -- | --------------------- | --- | --------- | -------- | ----- | ------- | ------- | --------- | ---- | ------- | -------- |
| 1  | Argentina | 16 | 9 | 5 | 2  | 35 | 15 | +20 | 32 | FIFA World Cup 2014   |     |           | 0–0      | 4–1   | 4–0     | 3–0     | 3–0       | 3–1  | 1–1     | 3–1      |
| 2  | Colombia  | 16 | 9 | 3 | 4  | 27 | 13 | +14 | 30 | FIFA World Cup 2014   |     | 1–2       |          | 3–3   | 1–0     | 4–0     | 1–1       | 2–0  | 5–0     | 2–0      |
| 3  | Chile     | 16 | 9 | 1 | 6  | 29 | 25 | +4  | 28 | FIFA World Cup 2014   |     | 1–2       | 1–3      |       | 2–1     | 2–0     | 3–0       | 4–2  | 3–1     | 2–0      |
| 4  | Ecuador   | 16 | 7 | 4 | 5  | 20 | 16 | +4  | 25 | FIFA World Cup 2014   |     | 1–1       | 1–0      | 3–1   |         | 1–0     | 2–0       | 2–0  | 1–0     | 4–1      |
| 5  | Uruguay   | 16 | 7 | 4 | 5  | 25 | 25 | 0   | 25 | Play-off liên lục địa |     | 3–2       | 2–0      | 4–0   | 1–1     |         | 1–1       | 4–2  | 4–2     | 1–1      |
| 6  | Venezuela | 16 | 5 | 5 | 6  | 14 | 20 | −6  | 20 |                       |     | 1–0       | 1–0      | 0–2   | 1–1     | 0–1     |           | 3–2  | 1–0     | 1–1      |
| 7  | Perú      | 16 | 4 | 3 | 9  | 17 | 26 | −9  | 15 |                       | 1–1 | 0–1       | 1–0      | 1–0   | 1–2     | 2–1     |           | 1–1  | 2–0     |          |
| 8  | Bolivia   | 16 | 2 | 6 | 8  | 17 | 30 | −13 | 12 |                       | 1–1 | 1–2       | 0–2      | 1–1   | 4–1     | 1–1     | 1–1       |      | 3–1     |          |
| 9  | Paraguay  | 16 | 3 | 3 | 10 | 17 | 31 | −14 | 12 |                       | 2–5 | 1–2       | 1–2      | 2–1   | 1–1     | 0–2     | 1–0       | 4–0  |         |          |

## Trận đấu
Các trận đấu diễn ra từ ngày 7 tháng 10 năm 2011 đến ngày 15 tháng 10 năm 2013.

### Vòng 1
| Uruguay                                  | 4–2      | Bolivia                           |
| ---------------------------------------- | -------- | --------------------------------- |
| Suárez 3' · Lugano 25', 71' · Cavani 34' | Chi tiết | Cardozo 17' · Martins 87' (ph.đ.) |

| Ecuador                       | 2–0      | Venezuela |
| ----------------------------- | -------- | --------- |
| J. Ayoví 15' · C. Benítez 28' | Chi tiết |           |

| Argentina                        | 4–1      | Chile         |
| -------------------------------- | -------- | ------------- |
| Higuaín 7', 52', 63' · Messi 25' | Chi tiết | Fernández 59' |

| Perú              | 2–0      | Paraguay |
| ----------------- | -------- | -------- |
| Guerrero 46', 71' | Chi tiết |          |

### Vòng 2
| Bolivia    | 1–2      | Colombia                 |
| ---------- | -------- | ------------------------ |
| Flores 85' | Chi tiết | Pabón 48' · Falcao 90+3' |

| Chile                                                 | 4–2      | Perú                     |
| ----------------------------------------------------- | -------- | ------------------------ |
| Ponce 2' · Vargas 18' · Medel 48' · Suazo 63' (ph.đ.) | Chi tiết | Pizarro 49' · Farfán 60' |

| Paraguay    | 1–1      | Uruguay    |
| ----------- | -------- | ---------- |
| Ortiz 90+2' | Chi tiết | Forlán 68' |

| Venezuela      | 1–0      | Argentina |
| -------------- | -------- | --------- |
| Amorebieta 62' | Chi tiết |           |

### Vòng 3
| Argentina   | 1–1      | Bolivia     |
| ----------- | -------- | ----------- |
| Lavezzi 60' | Chi tiết | Martins 55' |

| Uruguay                   | 4–0      | Chile |
| ------------------------- | -------- | ----- |
| Suárez 42', 45', 67', 73' | Chi tiết |       |

| Colombia   | 1–1      | Venezuela        |
| ---------- | -------- | ---------------- |
| Guarín 11' | Chi tiết | F. Feltscher 78' |

| Paraguay                | 2–1      | Ecuador           |
| ----------------------- | -------- | ----------------- |
| Riveros 47' · Verón 57' | Chi tiết | J. R. Rojas 90+2' |

### Vòng 4
| Colombia  | 1–2      | Argentina              |
| --------- | -------- | ---------------------- |
| Pabón 44' | Chi tiết | Messi 60' · Agüero 83' |

| Ecuador                     | 2–0      | Perú |
| --------------------------- | -------- | ---- |
| Méndez 69' · C. Benítez 88' | Chi tiết |      |

| Chile                         | 2–0      | Paraguay |
| ----------------------------- | -------- | -------- |
| Contreras 28' · M. Campos 86' | Chi tiết |          |

| Venezuela       | 1–0      | Bolivia |
| --------------- | -------- | ------- |
| Vizcarrondo 25' | Chi tiết |         |

### Vòng 5
| Uruguay    | 1–1      | Venezuela  |
| ---------- | -------- | ---------- |
| Forlán 38' | Chi tiết | Rondón 84' |

| Bolivia | 0–2      | Chile                      |
| ------- | -------- | -------------------------- |
|         | Chi tiết | Aránguiz 45+2' · Vidal 83' |

| Argentina                                           | 4–0      | Ecuador |
| --------------------------------------------------- | -------- | ------- |
| Agüero 19' · Higuaín 29' · Messi 31' · Di María 76' | Chi tiết |         |

| Perú | 0–1      | Colombia         |
| ---- | -------- | ---------------- |
|      | Chi tiết | J. Rodríguez 51' |

### Vòng 6
| Bolivia                    | 3–1      | Paraguay    |
| -------------------------- | -------- | ----------- |
| Peña 9' · Escobar 69', 80' | Chi tiết | Riveros 81' |

| Venezuela | 0–2      | Chile                          |
| --------- | -------- | ------------------------------ |
|           | Chi tiết | Fernández 85' · Aránguiz 90+1' |

| Uruguay                                                    | 4–2      | Perú                            |
| ---------------------------------------------------------- | -------- | ------------------------------- |
| Suárez 15' · Pereira 29' · C. Rodríguez 62' · Eguren 90+3' | Chi tiết | Godín 40' (l.n.) · Guerrero 47' |

| Ecuador        | 1–0      | Colombia |
| -------------- | -------- | -------- |
| C. Benítez 53' | Chi tiết |          |

### Vòng 7
| Colombia                                       | 4–0      | Uruguay |
| ---------------------------------------------- | -------- | ------- |
| Falcao 2' · T. Gutiérrez 47', 51' · Zúñiga 90' | Chi tiết |         |

| Ecuador             | 1–0      | Bolivia |
| ------------------- | -------- | ------- |
| Caicedo 73' (ph.đ.) | Chi tiết |         |

| Argentina                             | 3–1      | Paraguay           |
| ------------------------------------- | -------- | ------------------ |
| Di María 3' · Higuaín 30' · Messi 64' | Chi tiết | Fabbro 17' (ph.đ.) |

| Perú            | 2–1      | Venezuela  |
| --------------- | -------- | ---------- |
| Farfán 47', 59' | Chi tiết | Arango 42' |

### Vòng 8
| Chile         | 1–3      | Colombia                                         |
| ------------- | -------- | ------------------------------------------------ |
| Fernández 41' | Chi tiết | J. Rodríguez 58' · Falcao 73' · T. Gutiérrez 76' |

| Uruguay    | 1–1      | Ecuador            |
| ---------- | -------- | ------------------ |
| Cavani 66' | Chi tiết | Caicedo 7' (ph.đ.) |

| Paraguay | 0–2      | Venezuela       |
| -------- | -------- | --------------- |
|          | Chi tiết | Rondón 45', 67' |

| Perú         | 1–1      | Argentina   |
| ------------ | -------- | ----------- |
| Zambrano 21' | Chi tiết | Higuaín 37' |

### Vòng 9
| Bolivia       | 1–1      | Perú       |
| ------------- | -------- | ---------- |
| Chumacero 51' | Chi tiết | Mariño 21' |

| Colombia        | 2–0      | Paraguay |
| --------------- | -------- | -------- |
| Falcao 52', 89' | Chi tiết |          |

| Ecuador                                   | 3–1      | Chile              |
| ----------------------------------------- | -------- | ------------------ |
| Caicedo 33', 56' (ph.đ.) · Castillo 90+2' | Chi tiết | Paredes 25' (l.n.) |

| Argentina                   | 3–0      | Uruguay |
| --------------------------- | -------- | ------- |
| Messi 65', 79' · Agüero 74' | Chi tiết |         |

### Vòng 10
| Bolivia                           | 4–1      | Uruguay    |
| --------------------------------- | -------- | ---------- |
| Saucedo 5', 50', 54' · Mojica 26' | Chi tiết | Suárez 80' |

| Venezuela | 1–1      | Ecuador      |
| --------- | -------- | ------------ |
| Arango 5' | Chi tiết | Castillo 23' |

| Paraguay    | 1–0      | Perú |
| ----------- | -------- | ---- |
| Aguilar 52' | Chi tiết |      |

| Chile              | 1–2      | Argentina               |
| ------------------ | -------- | ----------------------- |
| F. Gutiérrez 90+1' | Chi tiết | Messi 28' · Higuaín 31' |

### Vòng 11
| Colombia                                                               | 5−0      | Bolivia |
| ---------------------------------------------------------------------- | -------- | ------- |
| Torres 20' · Valdés 49' · T. Gutiérrez 62' · Falcao 86' · Armero 90+2' | Chi tiết |         |

| Uruguay    | 1−1      | Paraguay       |
| ---------- | -------- | -------------- |
| Suárez 81' | Chi tiết | É. Benítez 85' |

| Argentina                            | 3–0      | Venezuela |
| ------------------------------------ | -------- | --------- |
| Higuaín 29', 59' · Messi 43' (ph.đ.) | Chi tiết |           |

| Perú       | 1–0      | Chile |
| ---------- | -------- | ----- |
| Farfán 87' | Chi tiết |       |

### Vòng 12
| Bolivia     | 1–1      | Argentina  |
| ----------- | -------- | ---------- |
| Martins 25' | Chi tiết | Banega 44' |

| Ecuador                                         | 4–1      | Paraguay      |
| ----------------------------------------------- | -------- | ------------- |
| Caicedo 37' · Montero 49', 74' · C. Benítez 54' | Chi tiết | Caballero 15' |

| Chile                    | 2–0      | Uruguay |
| ------------------------ | -------- | ------- |
| Paredes 10' · Vargas 77' | Chi tiết |         |

| Venezuela  | 1–0      | Colombia |
| ---------- | -------- | -------- |
| Rondón 14' | Chi tiết |          |

### Vòng 13
| Bolivia       | 1–1      | Venezuela  |
| ------------- | -------- | ---------- |
| J. Campos 86' | Chi tiết | Arango 58' |

| Argentina | 0–0      | Colombia |
| --------- | -------- | -------- |
|           | Chi tiết |          |

| Paraguay       | 1–2      | Chile                  |
| -------------- | -------- | ---------------------- |
| Santa Cruz 87' | Chi tiết | Vargas 41' · Vidal 56' |

| Perú        | 1–0      | Ecuador |
| ----------- | -------- | ------- |
| Pizarro 11' | Chi tiết |         |

### Vòng 14
| Colombia                              | 2–0      | Perú |
| ------------------------------------- | -------- | ---- |
| Falcao 12' (ph.đ.) · T. Gutiérrez 45' | Chi tiết |      |

| Ecuador      | 1–1      | Argentina         |
| ------------ | -------- | ----------------- |
| Castillo 17' | Chi tiết | Agüero 4' (ph.đ.) |

| Venezuela | 0–1      | Uruguay    |
| --------- | -------- | ---------- |
|           | Chi tiết | Cavani 27' |

| Chile                                  | 3–1      | Bolivia     |
| -------------------------------------- | -------- | ----------- |
| Vargas 16' · Sánchez 17' · Vidal 90+2' | Chi tiết | Martins 32' |

### Vòng 15
| Colombia         | 1–0      | Ecuador |
| ---------------- | -------- | ------- |
| J. Rodríguez 30' | Chi tiết |         |

| Paraguay                                            | 4–0      | Bolivia |
| --------------------------------------------------- | -------- | ------- |
| Fabbro 16' · Santa Cruz 47' · Ortiz 80' · Gómez 83' | Chi tiết |         |

| Chile                                    | 3–0      | Venezuela |
| ---------------------------------------- | -------- | --------- |
| Vargas 10' · M. González 29' · Vidal 85' | Chi tiết |           |

| Perú       | 1–2      | Uruguay                 |
| ---------- | -------- | ----------------------- |
| Farfán 84' | Chi tiết | Suárez 43' (ph.đ.), 67' |

### Vòng 16
| Bolivia        | 1–1      | Ecuador             |
| -------------- | -------- | ------------------- |
| Arrascaita 47' | Chi tiết | Caicedo 57' (ph.đ.) |

| Uruguay                 | 2–0      | Colombia |
| ----------------------- | -------- | -------- |
| Cavani 77' · Stuani 80' | Chi tiết |          |

| Venezuela                                        | 3–2      | Perú                       |
| ------------------------------------------------ | -------- | -------------------------- |
| Rondón 36' · C. González 59' (ph.đ.) · Otero 76' | Chi tiết | Hurtado 19' · Zambrano 86' |

| Paraguay                   | 2–5      | Argentina                                                                     |
| -------------------------- | -------- | ----------------------------------------------------------------------------- |
| Núñez 18' · Santa Cruz 85' | Chi tiết | Messi 12' (ph.đ.), 52' (ph.đ.) · Agüero 32' · Di María 49' · M. Rodríguez 90' |

### Vòng 17
| Colombia                                           | 3–3      | Chile                                |
| -------------------------------------------------- | -------- | ------------------------------------ |
| T. Gutiérrez 69' · Falcao 75' (ph.đ.), 84' (ph.đ.) | Chi tiết | Vidal 19' (ph.đ.) · Sánchez 22', 29' |

| Ecuador     | 1–0      | Uruguay |
| ----------- | -------- | ------- |
| Montero 30' | Chi tiết |         |

| Venezuela  | 1–1      | Paraguay       |
| ---------- | -------- | -------------- |
| Seijas 83' | Chi tiết | É. Benítez 28' |

| Argentina                      | 3–1      | Perú        |
| ------------------------------ | -------- | ----------- |
| Lavezzi 23', 35' · Palacio 47' | Chi tiết | Pizarro 21' |

### Vòng 18
| Paraguay       | 1–2    | Colombia       |
| -------------- | ------ | -------------- |
| J. L. Rojas 7' | Report | Yepes 38', 56' |

| Chile                   | 2–1      | Ecuador     |
| ----------------------- | -------- | ----------- |
| Sánchez 35' · Medel 38' | Chi tiết | Caicedo 66' |

| Uruguay                                           | 3–2      | Argentina             |
| ------------------------------------------------- | -------- | --------------------- |
| C. Rodríguez 6' · Suárez 34' (ph.đ.) · Cavani 49' | Chi tiết | M. Rodríguez 15', 41' |

| Perú      | 1–1      | Bolivia        |
| --------- | -------- | -------------- |
| Yotún 19' | Chi tiết | Bejarano 45+2' |

Chú thích
1. ↑  Trận đấu giữa Colombia và Ecuador ban đầu được khởi đầu vào lúc 15:30 giờ địa phương, nhưng đã bị trì hoãn một giờ do trời mưa.[2]
2. ↑  Trận đấu giữa Peru và Bolivia phải thi đấu mà không có khán giả do lệnh trừng phạt áp đặt bởi FIFA như một kết quả do sự cố rối loạn đám đông.[3] Liên đoàn bóng đá Peru quyết định rút kháng cáo của họ và chấp nhận hình phạt.[4]

## Play-off
Trong khi 4 đội bóng xuất sắc nhất giành quyền tham dự World Cup 2014 ở Brasil, đội xếp thứ năm (Uruguay) sẽ thi đấu với đội xếp thứ năm của châu Á, Jordan, theo thể thức sân nhà-sân khách. Uruguay giành chiến thắng ở vòng play-off và chính thức giành quyền tham dự World Cup 2014.
Trận lượt đi diễn ra vào ngày 13 tháng 11]] năm 2013]], và trận lượt về diễn ra vào ngày 20 tháng 11]] năm 2013]].
| Đội 1  | TTS | Đội 2   | Lượt đi | Lượt về |
| ------ | --- | ------- | ------- | ------- |
| Jordan | 0–5 | Uruguay | 0–5     | 0–0     |

## Danh sách cầu thủ ghi bàn
11 bàn
| - Luis Suárez |

10 bàn
| - Lionel Messi |

9 bàn
| - Gonzalo Higuaín | - Radamel Falcao |  |

7 bàn
| - Felipe Caicedo |

6 bàn
| - Teófilo Gutiérrez | - Edinson Cavani |  |

5 bàn
| - Sergio Agüero - Eduardo Vargas | - Arturo Vidal - Jefferson Farfán | - Salomón Rondón |  |

4 bàn
| - Marcelo Martins | - Alexis Sánchez | - Christian Benítez † |  |

3 bàn
| - Ángel di María - Ezequiel Lavezzi - Maxi Rodríguez - Carlos Saucedo | - Matías Fernández - James Rodríguez - Segundo Castillo - Jefferson Montero | - Roque Santa Cruz - Paolo Guerrero - Claudio Pizarro - Cristian Rodríguez - Juan Arango |

2 bàn
| - Pablo Daniel Escobar - Charles Aránguiz - Gary Medel - Dorlan Pabón - Mario Yepes | - Édgar Benítez - Jonathan Fabbro - Richard Ortiz - Cristian Riveros - Carlos Zambrano | - Diego Forlán - Diego Lugano - Maximiliano Pereira - Christian Stuani |

1 bàn
| - Éver Banega - Rodrigo Palacio - Jaime Arrascaita - Diego Bejarano - Jhasmani Campos - Rudy Cardozo - Alejandro Chumacero - Wálter Flores - Gualberto Mojica - Alcides Peña - Matías Campos - Pablo Contreras - Marcos González - Felipe Gutiérrez - Esteban Paredes | - Waldo Ponce - Humberto Suazo - Pablo Armero - Freddy Guarín - Macnelly Torres - Carlos Valdés - Juan Camilo Zúñiga - Jaime Ayoví - Édison Méndez - Joao Rojas - Pablo César Aguilar - Luis Nery Caballero - Gustavo Gómez - José Ariel Núñez | - Jorge Rojas - Darío Verón - Paolo Hurtado - Juan Carlos Mariño - Yoshimar Yotún - Sebastián Eguren - Nicolás Lodeiro - Fernando Amorebieta - Frank Feltscher - César González - Rómulo Otero - Luis Manuel Seijas - Oswaldo Vizcarrondo |

phản lưới nhà
| - Juan Carlos Paredes (trong trận gặp Chile) | - Diego Godín (trong trận gặp Perú) |  |